# فيرجينيا درير
فيرجينيا درير (بالإنجليزية: Virginia Dreher)‏ هي ممثلة أمريكية، ولدت في 1859 في كنتاكي في الولايات المتحدة، وتوفيت في 1898 في أريزونا في الولايات المتحدة.